# Crypto.com
Crypto.com ist eine Kryptobörse. Sie wird von dem Unternehmen Foris DAX Asia Pte. Ltd, einer Tochtergesellschaft von Foris DAX MT (Malta) Limited, einem in Malta registriertem Unternehmen mit Hauptsitz in Singapur, betrieben. Im Jahr 2021 hatte die Börse knapp 10 Millionen Nutzer und rund 3.000 Mitarbeiter, im Mai 2024 nach eigenen Angaben 100 Millionen Nutzer. Auf der Börse können Kryptowährungen, Derivate und Non-Fungible Token gehandelt werden. Daneben bietet die Website auch Staking, Kredite in Kryptowährungen und eine eigene Visa Prepaid-Debit-Karte an.

## Geschichte
Das Unternehmen wurde ursprünglich von Bobby Bao, Gary Or, Kris Marszalek und Rafael Melo im Jahr 2016 unter dem Namen Monaco gegründet und war anfangs in Hongkong tätig. Bei einem Initial Coin Offering nahm Crypto.com im Jahr 2017 knapp 25 Millionen US-Dollar ein. Die Domain crypto.com registrierte 1993 der Kryptographieforscher Matt Blaze, der dort bis 2018 Artikel und Dokumente zu seinen Forschungsthemen veröffentlichte. Im Juli 2018 verkaufte Matt Blaze die Domain mutmaßlich für einen zweistelligen Millionenbetrag an die Firma Monaco, die sich daraufhin in crypto.com umbenannte.
Die von der Börse ausgegebene Kryptowährung Cronos erreichte im Dezember 2021 eine Marktkapitalisierung von 23 Milliarden Euro und stieg damit zu den wertvollsten Kryptowährungen auf.

## Sponsoring
Im Jahr 2021 erwarb das Unternehmen die Namensrechte für das Staples Center in Los Angeles und zahlte Berichten zufolge 700 Millionen Dollar, um den Namen für 20 Jahre in Crypto.com Arena zu ändern. Die Namensänderung tritt am 25. Dezember 2021 in Kraft. Crypto.com hat auch Sponsorenverträge mit der Formel 1, der Serie A, der UFC, Paris Saint-Germain, den Philadelphia 76ers und den Montreal Canadiens abgeschlossen und Schauspieler Matt Damon als Markenbotschafter verpflichtet. Anfang 2022 sicherte sich Crypto.com als einzige Kryptohandelsplattform einen Platz als offizieller FIFA-Sponsor für die Fußball-Weltmeisterschaft 2022 in Katar.